# مارسيلو هيريرا هربرت
مارسيلو هيريرا هربرت (بالإسبانية: Marcelo Herrera Herbert)‏ هو سياسي مكسيكي، ولد في 23 مايو 1947 في المكسيك. حزبياً، نشط في حزب الثورة الديمقراطية. وقد انتخب عضو مجلس النواب المكسيك.